# Diego Guaita
Diego Guaita (General Roca, Río Negro, 2 de enero de 1983) es un baloncestista profesional argentino que, con 2,04 metros de altura, se desempeña en la posición de pívot en el CB Salliver Fuengirola de la Tercera FEB. Representó internacionalmente a su país en todas las categorías, incluyendo la absoluta.

## Biografía

### Inicios
Guaita se formó como baloncestista en el Deportivo Roca. Con sólo 14 años comenzó a entrenar con el equipo mayor del club, y, con tan sólo 15 años, hizo su debut en la Liga Nacional de Básquet el 14 de enero de 1998 en un partido frente a Regatas de San Nicolás. En la temporada siguiente vio un poco más de acción en la máxima categoría del baloncesto profesional argentino, llegando a disputar 9 encuentros. Posteriormente acompañó a su equipo descendido en la disputa del Torneo Nacional de Ascenso, lo que terminó de consolidarlo como joven promesa del país. 
A raíz de ello fue reclutado por Boca Juniors, club que lo devolvió a la LNB y le permitió completar su desarrollo como jugador. Durante la temporada 2003-04 en la que los porteños se consagraron campeones del certamen, Guaita promedió 8.4 puntos y 4.5 rebotes en 17.9 minutos de juego por partido. 

### Etapa en España
El TAU Vitoria se fijó en él y lo fichó para la temporada 2004-05 de la Liga ACB. Sin embargo, al llegar a España, inmediatamente fue cedido al Jabones Pardo Fuenlabrada, que por aquel entonces militaba en la LEB Oro. Guaita sólo alcanzó a participar de dos partidos con su nuevo equipo, siendo cedido nuevamente por el TAU Vitoria a Boca Juniors.
En el verano de 2005 regresó a España, pero esta vez para jugar con el Autocid Burgos de la LEB 2. Con ese club conseguiría el ascenso a la LEB. Al año siguiente permaneció en la LEB 2, actuando esta vez ccon el Orense. Su buen desempeñó le sirvió para ser fichado por el [Tenerife Club de Baloncesto|Tenerife Caja Rural]] de LEB Oro para la temporada 2007-08 de la LEB Oro. Sumando su aporte desde la banca de suplentes, su equipo alcanzó los play-offs por el ascenso a la ACB, pero no pudieron progresar en esa instancia.
Dejó a los tinerfeños a mediados de 2008 para incorporase al Cáceres 2016 en el que su entrenador, Piti Hurtado lo definió como "un jugador muy competitivo, un ganador nato" (...)"Es duro, pero con buenas condiciones técnicas y buena mano, incluso de tres puntos, gran defensor y buen reboteador". En ese club, también de la LEB Oro, Guaita jugó de titular, promediando 11 puntos y 4.3 rebotes en 27.2 minutos de juego de partido. Por ello, al terminar la temporada, su contrato le fue renovado. 
De todos modos, el 16 de febrero de 2010, el club extremeño anunció que Guaita sería apartado del equipo por no corresponderse su rendimiento con el esperado (5.9 puntos y 2.7 rebotes de media hasta entonces en la temporada 2009/10).

### Jugador de la LNB
Tras alcanzar un acuerdo para la rescisión de su contrato en España, Guaita regresó a su país como ficha del club Olímpico de La Banda de la Liga Nacional de Básquet.
Tras un año y medio en Olímpico, decidió unirse a Lanús, otro de los clubes de la máxima categoría argentina, teniendo también, en esa ocasión, la posibilidad de participar del Torneo InterLigas 2012. Durante la temporada Guaita promedió 8.6 puntos y 3.6 rebotes en 20 minutos de juego por partido. 
En 2012 se instaló en Córdoba para ser parte de Atenas. Permaneció dos temporadas en ese club, en las que compartió la cancha con Fabricio Oberto y Walter Herrmann. 
En 2014 acordó jugar con Obras Sanitarias, pero a mitad de temporada pasó a Gimnasia Indalo como reemplazante del estadounidense Kenneth Mitchell Jr. Terminada esa temporada -en la que se equipo se consagró campeón de la Conferencia Sur y concluyó como subcampeón nacional-, retornó a Olímpico, en lo que sería su segundo paso por el equipo de La Banda. En sus dos años con los santiagueños obró como uno de los pilares del equipo, aportándole especialmente puntos y rebotes. 
Al finalizar la temporada 2016-17, fichó con el club marplatense de Peñarol. Guaita jugó sólo 37 partidos en esa campaña, teniendo que ausentarse de los demás a causa de las lesiones.

### Últimos años como profesional
Concluida su mediocre participación en Peñarol, Guaita buscó nuevos horizontes en La Liga Argentina, el torneo de la segunda categoría del baloncesto profesional argentino que reemplazó al extinto TNA. 
Concretamente fichó con el Hindú Club de Resistencia, generando gran expectativa en la región. De todos modos, pese al buen desempeño personal del pívot -promedió esa temporada unos 12 puntos, 6.3 rebotes y 2.4 asistencias en 29 minutos de juego por encuentro-, el equipo falló a la hora de lograr el objetivo del ascenso. 
Al renunciar el Hindú Club a su plaza en La Liga Argentina, Guaita buscó volver a la LNB, pero terminó aceptando una propuesta para defender los colores del Club Atlético San Isidro, institución ubicada en la ciudad cordobesa de San Francisco que participaba de la misma competición que su anterior equipo. Esa temporada, empero, tuvo la particularidad de quedar inconclusa debido a la suspensión de actividades en el país que generó la pandemia de COVID-19.
Su tercera experiencia jugando para Olímpico llegó en agosto de 2020, lo que además marcó su regreso a la máxima categorías del básquetbol profesional argentino, pese a ya contar con 37 años de edad. Durante esa temporada se convirtió en el máximo anotador del club en LNB, después de haber alcanzado la cifra de 1924 puntos jugando para los de La Banda.  De todos modos, tras el fracaso de los santiagueños a la hora de entrar a los play-offs de la temporada 2020-21, Guaita terminó uniéndose a un grupo de jugadores argentinos que migraron a la Liga Uruguaya de Básquetbol, aterrizando en su caso en Trouville.
En 2021 retornó a Resistencia, esta vez con la misión de aportar su experiencia en el ascenso de Villa San Martín a la Liga Nacional de Básquet. Sin embargo, al igual que le sucedió jugando para el Hindú Club, no pudo concretar el objetivo. 
Luego de esa experiencia anunció su retiro definitivo del baloncesto profesional, teniendo la posibilidad de disputar un partido de despedida en su ciudad natal junto a amigos, excompañeros y jugadores del Deportivo Roca. Sin embargo, cuatro meses después, se anunció que jugaría la siguiente temporada de la Liga Española de Baloncesto Aficionado con el CB Marbella. Tras dos temporadas en el equipo marbellí, pasó a las filas del CB Salliver Fuengirola para hacer una dupla con Rubén Wolkowyski.

### Resumen
| Temporada | Club                      | País      | Liga              |
| 1997-98   | Deportivo Roca            | Argentina | LNB               |
| 1998-99   | Deportivo Roca            | Argentina | LNB               |
| 1999-00   | Deportivo Roca            | Argentina | TNA               |
| 2000-01   | Boca Juniors              | Argentina | LNB               |
| 2001-02   | Boca Juniors              | Argentina | LNB               |
| 2002-03   | Boca Juniors              | Argentina | LNB               |
| 2003-04   | Boca Juniors              | Argentina | LNB               |
| 2004-05   | Jabones Pardo Fuenlabrada | España    | LEB Oro           |
| 2004-05   | Boca Juniors              | Argentina | LNB               |
| 2005-06   | Autocid Burgos            | España    | LEB 2             |
| 2006-07   | Club Ourense Baloncesto   | España    | LEB 2             |
| 2007-08   | Tenerife Rural            | España    | LEB Oro           |
| 2008-09   | Cáceres 2016 Básket       | España    | LEB Oro           |
| 2009-10   | Cáceres 2016 Básket       | España    | LEB Oro           |
| 2009-10   | Olímpico de La Banda      | Argentina | LNB               |
| 2010-11   | Olímpico de La Banda      | Argentina | LNB               |
| 2011-12   | Lanús                     | Argentina | LNB               |
| 2012-13   | Atenas                    | Argentina | LNB               |
| 2013-14   | Atenas                    | Argentina | LNB               |
| 2014-15   | Obras Sanitarias          | Argentina | LNB               |
| 2014-15   | Gimnasia Indalo           | Argentina | LNB               |
| 2016-17   | Olímpico de La Banda      | Argentina | LNB               |
| 2017-18   | Peñarol                   | Argentina | LNB               |
| 2018-19   | Hindú de Resistencia      | Argentina | La Liga Argentina |
| 2019-20   | San Isidro                | Argentina | La Liga Argentina |
| 2020-21   | Olímpico de La Banda      | Argentina | LNB               |
| 2021      | Trouville                 | Uruguay   | LUB               |
| 2021-22   | Villa San Martín          | Argentina | La Liga Argentina |
| 2022-23   | CB Marbella               | España    | LEBA              |
| 2023-24   | CB Marbella               | España    | LEBA              |
| 2023-24   | CB Salliver Fuengirola    | España    | TFEB              |

## Selección nacional
Guaita jugó en la selección de básquetbol de Argentina, tanto a nivel juvenil como a nivel mayor. 
Integró el plantel que conquistó el Campeonato Sudamericano de Baloncesto de Cadetes de 1999 en Chile y el que hizo lo mismo en el Campeonato Sudamericano de Baloncesto Junior de 2000 en Colombia. También formó parte del equipo que consiguió el tercer puesto en el Campeonato Mundial de Baloncesto Sub-21 Masculino de 2001, jugando a la par de futuras estrellas de la Generación Dorada como Luis Scola, Carlos Delfino y Federico Kammerichs. 
Debutó en la selección mayor en un partido contra los Estados Unidos, en el marco del torneo de baloncesto de los Juegos Panamericanos de Santo Domingo 2003.

## Palmarés

### Campeonato Nacionales
| Título                   | Club           | País      | Año     |
| ------------------------ | -------------- | --------- | ------- |
| Liga Nacional de Básquet | Boca Juniors   | Argentina | 2003/04 |
| LEB 2                    | Autocid Burgos | España    | 2005/06 |

### Consideraciones Personales
- Juego de las Estrellas de la LNB: 2003, 2004